# Škoda Rapid (2011)
Škoda Rapid je automobil vyráběný společností Škoda Auto India v indickém Puné mezi roky 2011 a 2021 pouze pro indický trh. Vychází z modelu Volkswagen Polo Sedan. V roce 2017 byl modernizován.

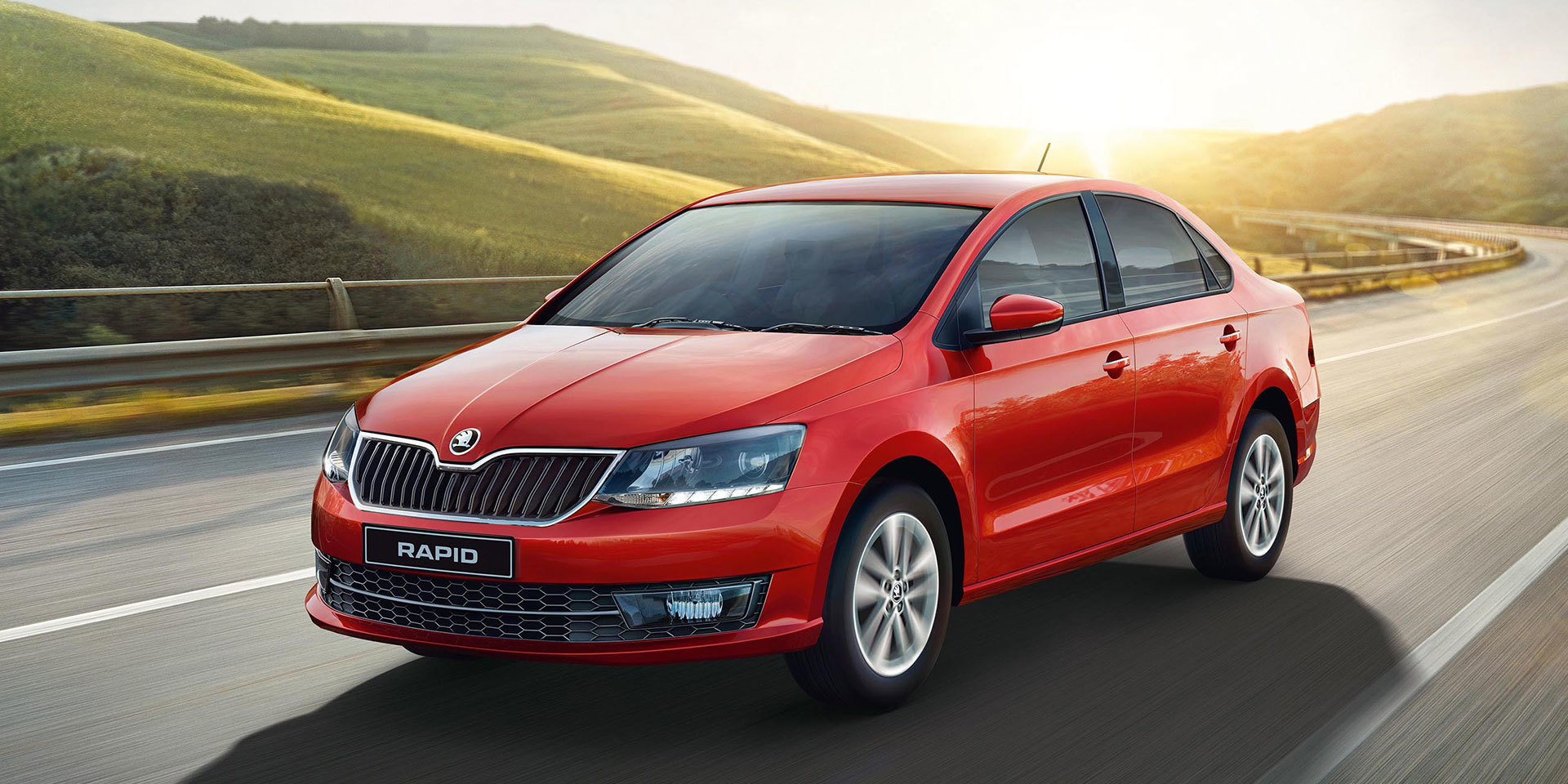

## Indická verze
Jedná se o čtyřdveřový sedan s velikostí mezi modely Fabia a Octavia. Na délku měří 4,39 m, na šířku 1,7 m, na výšku 1,47 m a rozvor je 2,55 m. Benzínová verze byla nabízená buďto s 5stupňovou manuální plně synchronizovanou převodovkou nebo s automatickou šestistupňovou. Ve výbavě měla ABS, centrální zamykání, elektrické ovládání všech oken a zrcátek, vyhřívané zadní okno, loketní opěrku vpředu i vzadu, dvouose nastavitelný volant nebo audio systém se čtečkou SD/MMC. Byl nabízen ve třech výbavových stupních Active, Ambition a Elegance.
V prosinci 2011 byl zvolen profesionálními řidiči a novináři v indické verzi Top Gear Magazinu titulem: Rodinné auto roku.

### Motorizace
| Verze          | Válců          | Motor          | Ventily        | Kapacita cm³   | Max. výkon při min−1 | Točivý momentt při min−1 | Max. rychlost km/h | Zr. 0–100 km/h (s) |
| Zážehový motor | Zážehový motor | Zážehový motor | Zážehový motor | Zážehový motor | Zážehový motor       | Zážehový motor           | Zážehový motor     | Zážehový motor     |
| -------------- | -------------- | -------------- | -------------- | -------------- | -------------------- | ------------------------ | ------------------ | ------------------ |
| 1.6 MPI        | 4              | DOHC           | 16             | 1598           | 77 kW (105 k) / 5600 | 153 Nm / 3800            | 188                | 10,7               |
| Vznětový motor |                |                |                |                |                      |                          |                    |                    |
| 1.6 TDI CR     | 4              | DOHC           | 16             | 1598           | 77 kW (105 k) / 4400 | 250 Nm / 1500–2500       | 186                | 10,8               |

## Mezinárodní verze
Verze pro evropské trhy se od tohoto modelu lišila a více se podobala konceptu MissionL. Oficiálně byla představena na Pařížském autosalonu v září 2012 a uvedena na trhy v Evropě a Rusku, o rok později i v Číně.